# Elsie Clews Parsons
Elsie Worthington Clews Parsons, née le 27 novembre 1875 à New York, et morte le 19 décembre 1941 dans cette même ville, est une anthropologue, sociologue, folkloriste, et féministe américaine. Elle est connue pour son étude des tribus amérindiennes, notamment les Tewa et les Hopi dans l'Arizona, le Nouveau-Mexique et au Mexique. Elle est l'une des fondatrices de l'université privée The New School. Elle est rédactrice en chef adjointe de la revue scientifique Journal of American Folklore (1918-1941), présidente de l'American Folklore Society (1919-1920), présidente de l'American Ethnological Society (1923-1925), et est élue première femme présidente de l'American Anthropological Association en 1941, peu de temps avant sa mort,,.
Chaque année, l'American Ethnologic Society remet l'Elsie Clews Parsons Price pour le meilleur travail étudiant, en son honneur,.

## Biographie
Parsons est la fille de Henry Clews, un riche banquier New yorkais, et de Lucy Madison Worthington. Son frère, Henry Clews Jr. (en)., est artiste. Elle obtient son baccalauréat universitaire du Barnard College en 1896. Elle reçoit sa maîtrise en 1897 et son doctorat en 1899 à Université Columbia. Le 1er septembre 1900, elle épouse, à Newport Herbert Parsons (en), un membre du congrès américain républicain, allié politique de Theodore Roosevelt. Quand son mari est membre du Congrès, elle publie deux ouvrages controversés sous le pseudonyme de John main.
Elle s'intéresse à l'anthropologie à partir de 1910. Son travail, intitulé Pueblo Indian Religion, est considéré comme un classique. Il s'agit d'un ouvrage réunissant la plupart de ses travaux antérieurs, de même que ceux d'autres auteurs. Il comprend cependant des travaux anthropologiques aux méthodologies remises en cause par l'anthropologie actuelle.
Elle est considérée par le monde universitaire comme un exemple typique de « féministe antimoderne » (Antimodern Feminist), connues pour leur engouement pour les cultures amérindiennes, dont l'attrait se manifeste par une volonté de préserver un aspect « traditionnel » et « pur » de l'identité amérindienne, indépendamment de la façon dont ces populations abordaient elles-mêmes les questions de modernisation ou de changement culturel.

## Publications

### Sociologie
- The Family (1906)
- Religious Chastity (1913)
- The Old-Fashioned Woman (1913)
- Fear and Conventionality (1914)
  - (en) Elsie Clews Parsons, Fear and Conventionality, University of Chicago Press, 1997, 239 p. (ISBN 0-226-64746-3, lire en ligne)
- Social Freedom (1915)
- Social Rule (1916)

### Anthropologie
- The Social Organization of the Tewa of New Mexico (1929)
- Hopi and Zuni Ceremonialism (1933)
- Pueblo Indian Religion (1939)

### Ethnographie
- Mitla: Town of the Souls (1936)
- Peguche (1945)

### Folkloristique
- Folk-Lore from the Cape Verde Islands (1923)
- Folk-Lore of the Sea Islands, S.C. (1924)
- Folk-Lore of the Antilles, French and English (3v., 1933-1943)

### Republication
- (en) Elsie Clews Parsons, North American Indian Life : Customs and Traditions of 23 Tribes, Dover Publications, 1992 (ISBN 0-486-27377-6)
- (en) Elsie Clews Parsons, Taos Tales, Dover Publications, 1996, 185 p. (ISBN 0-486-28974-5)
- (en) Elsie Clews Parsons, Tewa Tales, University of Arizona Press, 1994, 304 p. (ISBN 0-8165-1452-6, lire en ligne)
- Parsons, Elsie Clews (1996). Pueblo Indian Religion. 2 vols. Introductions by Ramon Gutierrez and Pauline Turner Strong. Bison Books reprint. Lincoln and London: University of Nebraska Press.